# Eoschizopera marlieri
Eoschizopera marlieri är en kräftdjursart som först beskrevs av Janine Rouch och Claude Chappuis 1960.  Eoschizopera marlieri ingår i släktet Eoschizopera och familjen Diosaccidae. Inga underarter finns listade i Catalogue of Life.